# Teillé (Sarthe)
Teillé è un comune francese di 543 abitanti situato nel dipartimento della Sarthe nella regione dei Paesi della Loira.

## Società

### Evoluzione demografica
Abitanti censiti